# Aammiq (mokrišče)
Mokrišče Ammiq (ime se včasih prečrkuje tudi kot "Aamiq") je največje preostalo sladkovodno mokrišče v Libanonu, ostanek veliko obsežnejših močvirij in jezer, ki so nekoč obstajala v dolini Beka. Razglašeno je bilo za pomembno območje za ptice na Bližnjem vzhodu (BirdLife International, 1994), vključeno je v imenik mokrišč na Bližnjem vzhodu (IUCN, 1995), leta 1999 je bilo razglašeno za območje Ramsarske konvencije številka 978 in nazadnje (2005) je UNESCO skupaj z naravnim rezervatom cedre Al Shouf razglasil za biosferni rezervat.

## Opis
Močvirje leži na eni najpomembnejših selitvenih poti ptic na svetu in na tem območju je bilo zabeleženih več kot 250 vrst ptic, vključno z globalno ranljivim velikim klinkačem (Aquila clanga), kraljevim orlom (Aquila heliaca) in južno postovko (Falco naumanni). Zapisi o svetovno skoraj ogroženih vrstah ptic na mokriščih vključujejo čoketo (Gallinago media), raco kostanjevko (Aythya nyroca) in stepskega lunja (Circus macrourus). Poleg velike raznolikosti ptic na tem območju, v mokrišču in ob njem živijo številne živali. Zabeleženih je bilo triindvajset vrst sesalcev, vključno z džungelsko mačko (Felis chaus) in vidro (Lutra lutra). Zabeleženih je pet vrst dvoživk in dvanajst vrst plazilcev, dvoletno tedensko raziskovanje metuljev pa je na tem območju odkrilo triinpetdeset vrst metuljev. Mokrišče leži 7 km JZ od mesta Qab Elias na vzhodnem robu Libanonskega gorovja. Glavno območje trstičevja in odprtih bazenov obsega 253 ha in se v dolgem pasu razteza vzhodno od vznožja gora do reke Litani. Dež in sneg, ki padata na visoki greben gore Barouk na zahodu, zagotavljata vodo za mokrišče. Največ dežja pade med decembrom in marcem, hitro se prepoji skozi plasti apnenca v gorah in se pojavi kot izviri v dnu doline. Voda je posebej čista, saj ni bila onesnažena s kmetijskimi gnojili, pesticidi ipd. V zadnjih letih se je močvirje do sredine julija posušilo (z izjemo nekaj globokih mlakuž in jarkov) in se ponovno napolnilo šele januarja ali februarja. Vendar je uvedba izboljšanih tehnik upravljanja, kot je zmanjšano črpanje vode za namakanje bližnjih kmetijskih zemljišč in sprememba manj »žejnih« pridelkov, pripomogla, da je močvirje ostalo mokro skozi vse leto. Posledica tega je znatno povečanje prezimujočih in gnezdečih vodnih ptic od leta 2002. Odprto vodo in trstičevje obdajajo območja grobe paše, obdelane zemlje, odvodnih jarkov in drevoreda, kar prispeva k raznolikosti habitatov v območje. Na bližnjih gorskih pobočjih gozdnate površine in kamnita grmišča dajejo še večjo raznolikost habitatov in vrst. Za bližnjo vasjo Aammiq so gozdovi, kjer lahko najdemo sirskega detla (Dendrocopus syriacus) in sirskega serina (Serinus syriacus). Spomladi in poleti so grmičasta pobočja dom različnim strnadom, drozgom, penicam in srakoperjem, v skalnatih soteskah pa živita skalni brglez (Sitta neumayer) in velika uharica (Bubo bubo). Prisotni sesalci so avkaška veverica, divja mačka, divja svinja in Indijski grebenasti ježek (hystrix indica).
Mokrišče Ammiq in nekaj okolice je v postopku razglasitve narodnega rezervata. Glavna družina lastnikov zemljišč je v celoti vključena v ohranjanje tega zelo pomembnega ekosistema in začetni načrti za razvoj območja za ekoturizem so v teku.

## Znanstvene študije
Od ustanovitve A Rocha Libanon leta 1996 je bilo opravljenih veliko znanstvenih raziskav in veliko se je izvedelo o flori in favni Libanona in zlasti Zahodne Beke. Raziskave so bile izvedene v obliki preliminarnih študij, kratkoročnih in dolgoročnih projektov ter stalnega programa spremljanja. Izvedeni so bili številni kratkoročni raziskovalni projekti, ki so močno povečali poznavanje življenja ptic v Libanonu, kot je jesenski pregled ptic selivk (1998), pregled ptic na gorskih pobočjih nad Aammiqom (1999/2000) in študija o jesenskih poteh selitvenih ujed in drugih gnezdečih ptic v Libanonu (2000). Na mestu Aammiq so bile izvedene različne arheološke študije, vključno z analizo jedra cvetnega prahu.

## Živalstvo
Sesalci: vse naslednje opise sesalcev mokrišča Ammiq je zabeležilo osebje A Rocha v regiji Aammiq od leta 1997 naprej. Zajeta regija ne vključuje samo mokrišč v dolini, temveč tudi sosednja kmetijska zemljišča in pobočja gore Barouk. Poleg teh so verjetno prisotne tudi druge vrste sesalcev, vendar še niso bile zanesljivo identificirane. Eden zanimivih sesalcev je evropska vidra Lutra lutra, o kateri so poročali v mokriščih Aammiq pred letom 1975; njen ponovni pojav je bil potrjen junija 2003. Vodne bivole so naselili v močvirje, da bi ohranili zdravje rastlinskega pokrova in samega močvirja, saj se bivoli pasejo mokrišča na učinkovitejši način kot druge rastlinojede živali. V regiji zabeleženi sesalci so: južni beloprsi jež (Erinaceus concolor), kapski zajec (Lepus capensis), kavkaška veverica (Sciurus anomalus), indijsk ježevec (Hystrix indica), volk (Canis lupus), navadna lisica (Vulpes vulpes), vidra (Lutra lutra), jazbec (Meles meles), rogasta hijena (Hyaena hyaena), gorska gazela (Gazella gazella), divja svinja (Sus scrofa).
- Vodni bivol
- Gorska gazela
- Damjak

Ptice: Skoraj 260 vrst ptic je v regiji Aammiq zabeležilo osebje A Rocha ali ljudje, ki delajo z A Rocha od leta 1996 naprej. Regija Aammiq ne vključuje samo mokrišč v dolini, temveč tudi sosednja kmetijska zemljišča in včasih gozdnata skalnata pobočja gore Barouk. Seznam teh ptic ne daje nobene predstave o njihovi številčnosti ali statusu. Medtem ko so nekatere spodaj zabeležene ptice gnezdilke, so druge selivke. Nekatere od njih, kot sta bela štorklja in mali klinkač, lahko preletijo Aammiq v več sto jatah hkrati. Drugi migranti preletijo v veliko manjšem številu. Med vrstami so: pritlikavi kormoran (Phalacrocorax pygmeus), rožnati pelikan (Pelecanus onocrotalus), veliki plamenec (Phoenicopterus rubber), kostanjevka (Aythya nyroca), ribji orel (Pandion haliaetus), verreauxov orel (Aquila verreauxii), sokol selec (Falco peregrinus), navadni žerjav (Grus grus), skalni golob (Columba livia).
- pritlikavi kormoran
- mlakarica (samec in samica)
- modrogrlec
- Skalni golob

Dvoživke in plazilci: spodaj navedene dvoživke in plazilce je v regiji Aammiq zabeležilo osebje A Rocha ali ljudje, ki delajo z A Rocha od leta 1996 naprej. Tako kot pri drugih seznamih vrst tudi tu regija Aammiq ne vključuje samo mokrišč v dolini, ki so zelo bogata s plazilci, temveč tudi sosednja kmetijska zemljišča in skalnata pobočja gore Barouk. Herpetologija, preučevanje plazilcev in dvoživk, je specializirano področje in doslej še ni bilo sistematičnega herpetološkega raziskovanja A Rocha na tem področju. Znano je, da na tem območju obstaja veliko več vrst od prijavljenih. Med vrstami so: zelena krastača (Bufo viridis), levantska žaba (Pelophylax bedriagae), levantski tričrtni kuščar (Lacerta media), slepec (Typhlops vermicularis), gad (Macrovipera lebetina).
- zelena krastača
- drevesna žaba

Molji, metulji in kačji pastirji:
Tako kot pri mnogih drugih skupinah so vešče v regiji Aammiq slabo poznane. Spodnji seznam predstavlja nepopoln in začasen seznam doslej zabeleženih vrst, čeprav je regija Aammiq bogata z metulji. Osebje Rocha je od leta 1998 zabeležilo več novih zapisov o vrstah, kot so: orientalski marmorni skiper (Carcharodus boeticus), lastovičar (Papilio machaon), jadralec (Iphiclides podalirius), lažni apolon (Archon apollinus), kapusov belin (Pieris brassicae), afriški monarh (Danaus chrysippus), repati lesketavček (Lampides boeticus).
Tudi regija Aammiq ima presenetljivo raznolikost kačjih pastirjev, ki jih lahko razdelimo v dve skupini, Zygoptera (damselflies) in Anisoptera (žuželke, ki se običajno imenujejo kačji pastirji), vrste vključujejo: travniški škratec (Coenagrion puella), modri kresničar (Ischnura elegans), veliki spremljevalec (Anax imperator), sredozemski kamenjak (Sympetrum meridionale), opoldanski škrlatec (Crocothemis erythraea).

## Okoljska vzgoja
A Rocha Lebanon izvaja okoljski izobraževalni program v mokrišču Aammiq od leta 1998. Program je bil namenjen dijakom in študentom, do danes pa je obiskalo skoraj 6000 mladih. Program je povezan z nacionalnim učnim načrtom libanonskih šol in študentom ponuja priložnost, da iz prve roke spoznajo mokriščne ekosisteme. Podpora učenju v učilnici je pomembna, vendar je namen izobraževalnega obiska močvirja učencem zagotoviti praktične izkušnje, da lahko fizično cenijo lepoto in kompleksnost tega edinstvenega okolja.